# Tricolor Bukarest
Tricolor Bukarest war ein rumänischer Fußballverein aus Bukarest. Er nahm von 1920 bis 1922 an den Endrunden um die rumänische Fußballmeisterschaft teil und wurde zweimal Vizemeister.

## Geschichte
Tricolor Bukarest wurde im Jahr 1914 als Teiul Bukarest von Studenten im Bukarester Bezirk Obor gegründet. Zu den Gründungsmitgliedern gehörte auch Costel Rădulescu, der die rumänische Nationalmannschaft bei der Weltmeisterschaft 1930 in Uruguay trainierte und als Mitbegründer der rumänischen Profiliga gilt. 1920, 1921 und 1922 nahm Tricolor als Bukarester Meister an der Endrunde um die rumänische Fußballmeisterschaft teil. Am 23. September 1923 gewann Tricolor das erste Spiel einer rumänischen Mannschaft gegen eine jugoslawische, nämlich gegen Beogradski SK mit 2:1.
Im Jahr 1926 fusionierte Tricolor mit CS Unirea Bukarest zu Unirea Tricolor Bukarest, dem späteren rumänischen Meister.